# Metabraxas fasciata
Metabraxas fasciata är en fjärilsart som beskrevs av Swinhoe 1894. Metabraxas fasciata ingår i släktet Metabraxas och familjen mätare. Inga underarter finns listade i Catalogue of Life.